# Im Rausch der Farben und der Liebe
Im Rausch der Farben und der Liebe (Originaltitel: 취화선, Chihwaseon) ist ein südkoreanischer Film von Im Kwon-taek. Der Film wurde am 10. Mai 2002 in Südkorea zum ersten Mal aufgeführt. Am 10. Februar 2006 lief der Film erstmals im deutschen Fernsehen auf ARTE.

## Handlung
In Rückblicken wird das Leben des Malergenies Jang Seung-eop erzählt. Vom Straßenkind avanciert er zum höchstbegehrten Künstler seines Landes. Er schafft es sogar bis an den Hof des Landesherrschers. Doch seine unendliche Suche nach künstlerischer Befriedigung richtet ihn langsam zugrunde.

## Kritiken
„Überzeugend gespieltes, fantasievoll inszeniertes Künstlerdrama. Die Fülle historischer, politischer und sozialer Elemente tut der Faszination keinen Abbruch, weil sie von einer umwerfenden Bildsprache getragen wird.“

## Auszeichnungen
Unter anderem erhielt Im Kwon-taek den Preis für die beste Regie beim Internationalen Filmfestival von Cannes 2002 (zusammen mit Paul Thomas Anderson für Punch-Drunk Love) und den Blue Dragon Award für den besten Film. Außerdem war Im Rausch der Farben und der Liebe für die Goldene Palme in Cannes nominiert.
Jung Il-sung war für die beste Kamera (Camerimage, Golden Frog Award, 2002) nominiert.
Zusätzlich war Im Rausch der Farben und der Liebe 2003 für den César als Bester ausländischer Film nominiert.